# Calliostoma koma
Calliostoma koma is een slakkensoort uit de familie van de Calliostomatidae. De wetenschappelijke naam van de soort is voor het eerst geldig gepubliceerd in 1965 door Shikama & Habe.